# Hilde Engel
Hilde Engel (12 de diciembre de 1908-4 de julio de 1965) fue una bailarina y actriz alemana.

## Biografía
Nacida en Berlín, Alemania, en el seno de una familia de clase alta, Engel se formó como bailarina. Al inicio de su carrera actuó como solista, con compromisos en Berlín y París. Antes de la Segunda Guerra Mundial actuó en el Teatro Mahen de Brno junto a su marido, el actor y director Erich Elstner. Engel también tuvo actuaciones en el Teatro de Cámara de dicha ciudad.
Finalizada la guerra fue actriz y profesora de interpretación y ballet en Berlín, ciudad en la cual además fue directora de un ballet. Entre sus estudiantes de actuación figuran Lutz Jahoda y su hijo, Frank Elstner (1963–1965). A principios de los años 1950 fue con su marido a Baden-Baden, donde fue locutora en la emisora radiofónica Südwestfunk. Además, actuó también en algunas producciones televisivas y cinematográficas.
Hilde Engel falleció en el año 1965. De su matrimonio con Erich Elstner tuvo dos hijas y dos hijos.

## Filmografía (selección)
- 1960 : Aufruhr (telefilm)
- 1961 : Zwei Krawatten (telefilm)
- 1962–1963 : Alle meine Tiere (serie TV)
- 1964 : Schlag nach im Grundgesetz! – Geschichten aus Adorf (serie TV)